# مایک وسترتن
مایک وسترتن (انگلیسی: Mike Verstraeten؛ زادهٔ ۱۲ اوت ۱۹۶۷) یک بازیکن فوتبال اهل بلژیک است.
وی همچنین در تیم ملی فوتبال بلژیک بازی کرده‌است.